# NGC 1716
NGC 1716 is een balkspiraalstelsel in het sterrenbeeld Haas. Het hemelobject werd op 11 december 1835 ontdekt door de Britse astronoom John Herschel.

## Synoniemen
- PGC 16434
- ESO 552-34
- MCG -3-13-38
- IRAS04560-2026